# Haibatullah Akhundzada
Mawlawi Haibatullah Akhundzada, ook Hibatullah Akhundzada,  (Perzisch: هبت‌الله آخندزاده, Pasjtoe "هبت الله اخونزاده", in Engelstalige media Mawlawi Hibatullah Akhundzada) is sinds mei 2016 leider van de Taliban. Vanaf de machtsovername door deze beweging in Afghanistan in augustus 2021 heeft hij als "Opperste Leider" het hoogste gezag in het land, boven de staatsorganen.
Akhundzada is waarschijnlijk in de jaren 60 van de twintigste eeuw geboren in Kandahar.
Hij was betrokken bij het islamitische verzet tegen de Sovjet-Unie in Afghanistan in de jaren 80 van de twintigste eeuw. Tussen 1996 en 2001, toen de Taliban aan de macht waren, was hij werkzaam als opperrechter. Hij zette een systeem op van mobiele shariarechtbanken: de rechters reden op motorfietsen van plaats naar plaats om recht te spreken. Hij zou de meeste Fatwa's van de Taliban hebben uitgesproken.
Na de verdrijving van het Talibanbewind zou hij tot 2016 als onderwijzer en prediker hebben gewerkt in een moskee in Kucklak in Pakistan.
In mei 2016 werd hij gekozen als opvolger van Talibanleider Akhtar Mansoer, die was omgekomen bij een drone-aanval. Hij gaat er prat op dat meerdere zonen zijn omgekomen bij zelfmoordaanslagen. In 2019 zou een broer zijn omgekomen bij een bomaanslag op een Pakistaanse moskee. In 2017 zou een zoon van Akhundzada een zelfmoordaanslag hebben gepleegd op een Afghaanse legerbasis.
Sinds de machtsovername van 15 augustus 2021 oefent Akhundzada het hoogste gezag uit zonder zelf deel uit te maken van de regering. Onder zijn toezicht werd in snel tempo het militante en rigide islamitische bestuur van voor 2001 hersteld en kwam er van de in het vooruitzicht gestelde matiging niets terecht.